# Bodo von Borries
Bodo von Borries (Herford (Westfalen), 22 mei 1905 – Aken, 17 juli 1956) was een Duits elektrotechnicus. Hij had een belangrijke bijdrage in de ontwikkeling van de elektronenmicroscoop.

## Biografie
Bodo werd geboren als zoon van de Landraad Franz von Borries. In 1924 studeerde hij werktuigbouwkunde aan de Technisch Hogeschool van Karlsruhe. Beginnend met het wintersemester van 1926/27 studeerde hij elektrotechniek aan de Technische Hogeschool in Danzig, daarna tot eind 1928 in München. Vanaf april 1929 werkte hij in het hoogspanningslaboratorium van de Technische Hogeschool Berlijn, waar hij in 1932 promoveerde op het proefschrift "Außenaufnahme am Kathodenstrahloszillographen".
Aansluitend was hij een jaar lang assistent bij Max Knoll, die in 1931 samen met Ernst Ruska de elektronenmicroscoop uitvond. Met Ruska ontwikkelde hij in de jaren daarna een langdurige vriendschap en hij wisselde regelmatig levendige wetenschappelijke gedachten met hem uit. In 1937 trouwde hij met Ruska's jongere zus: Hedwig Ruska.
In 1932 ging Borries naar de industrie. Eerst was hij werkzaam als ingenieur bij RWE in Essen en van 1934 tot 1937 als leidinggevende in een laboratorium voor de ontwikkeling van overspanningbeveiligingstoestellen bij de Siemens-Schuckertfabrieken in Berlijn. Zijn initiatief leidde ertoe dat in 1937 bij Siemens & Halske in Berlijn werd begonnen met de ontwikkeling van een commerciële versie van de elektronenmicroscoop, die gezamenlijk door hem en Ruska werd geleid. In 1938 werd een eerste prototype van de Siemens-elektronenmicroscoop gebouwd, een jaar later gevolgd door het eerste productiemodel.
In 1948 richtte hij het Rheinisch-Westfälische Institut für Übermikroskopie op te Düsseldorf. Ook was hij betrokken bij de oprichting van de Duitse Sociëteit voor Elektronenmicroscopie in 1949. Tegelijkertijd werd hij bij de Medische Academie Düsseldorf, de huidige Heinrich-Heine-Universität Düsseldorf, benoemd tot ereprofessor. In 1953 werd hij aangesteld als gewoon hoogleraar aan de Rheinisch-Westfälische Technische Hogeschool van Aken en waar hij zich bezighield met de installatie van een leerstoel Elektronenoptica en Fijnmechanica. Hij werkte daar tot aan zijn plotseling overlijden in 1956. Twee jaar daarvoor was hij nog verkozen tot voorzitter van de International Federation of Electron Microscope Societies.
Voor zijn verdiensten ontving Bodo von Borries in 1941 de zilveren Leibniz-medaille van de Pruisische Academie van Wetenschappen.